# Helè (llibert)
Helè (en llatí: Helenus) va ser un llibert d'Octavi August que va gaudir del favor de l'emperador.
L'any 40 aC Menes, lloctinent de Sext Pompeu, el va fer presoner a Sardenya però fou alliberat incondicionalment per intentar un acord amb August. Octavi li va encarregar la missió de sotmetre Sardenya, que segons Appià va acomplir una mica després però Dió Cassi diu que el comandant de l'illa quan va ser reconquerida era Marc Luri.